# عرضه و مصرف انرژی در جهان

رشد نیاز به انرژی‌های گوناگون

تغیرات انرژی مصرفی قاره‌ها

انرژی مصرفی جهان در سال ۲۰۱۲ شامل ۱۹ درصد انرژی تجدیدپذیر

انرژی مصرفی جهان (به انگلیسی: World energy consumption) به میزان کل انرژی مصرفی توسط مردم جهان گفته می‌شود که معمولاً سالانه توسط آژانس‌هایی مانند آژانس بین‌المللی انرژی محاسبه می‌شود که بیانگر مفاهیمی از میزان پیشرفت یا توسعه صنعتی اقتصادی کشورهاست. در سال ۲۰۱۲ آژانس بین‌المللی انرژی میزان تولید انرژی را ۱۵۵٬۵۰۵ تراوات ساعت محاسبه نمود.